# ختس

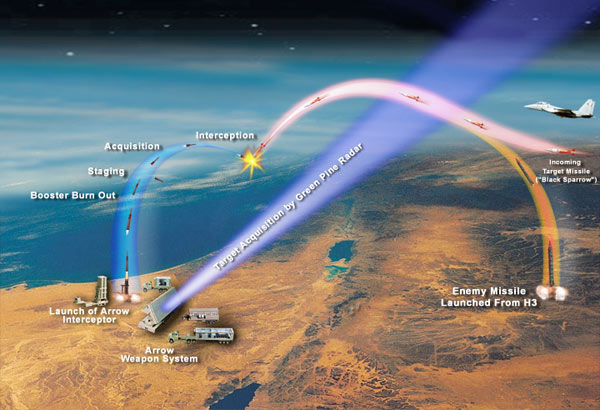
نموداری از مراحل رهگیری سیستم پیکان

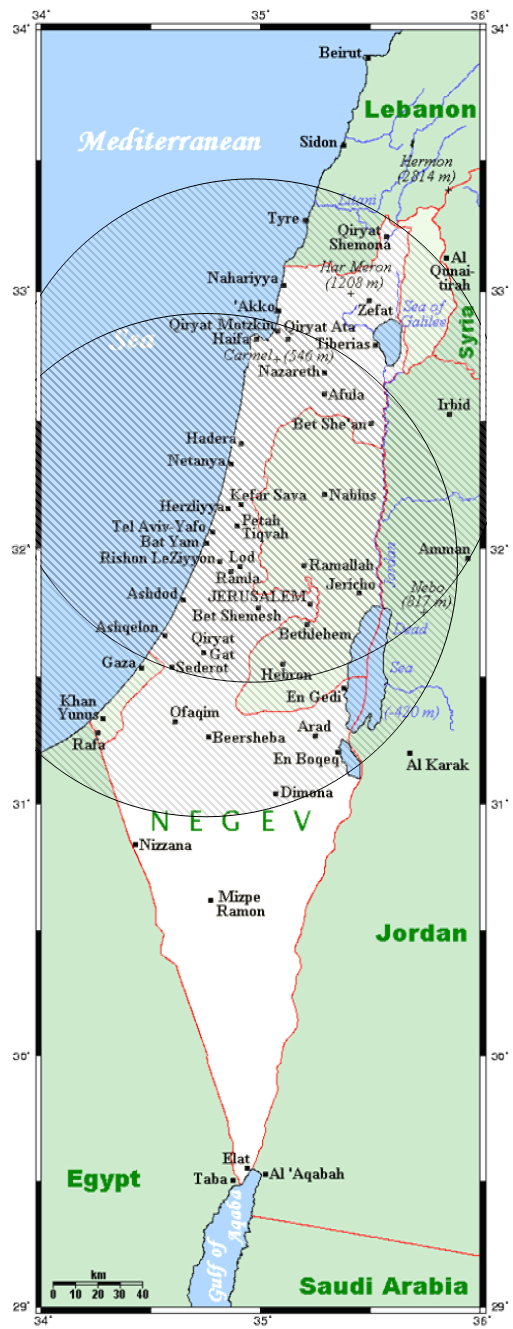
گسترهٔ تحت پوشش دو واحد آتشبار سیستم پیکان

خِتْسْ (در عبری: טיל חץ) به معنای: پیکان، نوعی سامانه دفاع ضدبالستیک است که از سال ۱۹۸۶ به‌طور مشترک توسط اسرائیل و آمریکا تولید می‌شود و توانایی بالاتری برای رهگیری موشک‌های بالیستیک نسبت به گنبد آهنین و فلاخن داود دارد. این موشک تنها مورد استفاده نیروهای دفاعی اسرائیل است و یکی از اهداف آن دفاع از خاک اسرائیل در مقابل موشک‌های بالستیک ایران همچون موشک‌های شهاب ایران است.
طراحی و تولید این موشک به عهده صنایع هوافضای اسرائیل و شرکت هوانوردی بوئینگ و نظارت بر آن توسط وزارت دفاع اسرائیل و آژانس دفاع موشکی ایالات متحده صورت می‌گیرد.
سیستم دفاع هوایی پیکان از موشک‌های مافوق صوت رهگیر ضدموشک پیکان، رادار هشدار سریع صنوبر سبز Elta EL/M-2080، مرکز فرماندهی، مراقبت، ارتباط و اطلاعات لیموی طلایی و مرکز کنترل شلیک فندق قهوه‌ای تشکیل می‌شود و قابلیت حمل‌ونقل را دارد.
برد عملیاتی موشک‌های سامانهٔ پیکان ۳ تا ۱۵۰ کیلومتر، سقف پروازشان ۱۰۰ کیلومتر و سرعتشان ۹ ماخ (۲۵۰۰ متر بر ثانیه) است.
در سال ۲۰۰۵ موشک ختس-۲ علیه موشک بالیستیک مشابه شهاب-۳ با موفقیت آزمایش شد. نتیجه آزمایش نشان داد که این موشک قادر به رهگیری موشک‌های مجهز به کلاهک‌های جداشونده و دام‌های تعبیه‌شده برای فریب سیستم‌های دفاع موشکی است. فرمانده نیروی دفاع موشکی اسرائیل معتقد است که حتی در صورت مجهز بودن موشک دشمن به کلاهک هسته‌ای یا سلاح‌های غیرمتعارف دیگر از آن‌جا که انفجار در ارتفاع بسیار بالا انجام می‌شود مواد منفجره موشک منهدم و پراکنده شده و تلفاتی به جا نخواهد گذاشت. در درگیری احتمالی با موشک‌های بالیستیک ایران از ختس به عنوان سلاح ردیف اول استفاده شده و پدافند آمریکایی پاتریوت که در جنگ خلیج فارس ۱۹۹۱ علیه موشک‌های اسکاد عراق استفاده شدند به عنوان سیستم دفاع موشکی پشتیبان و یدک فعالیت خواهند کرد.
۳۰٪ از هزینه تولید ضدموشک ختس، توسط ایالات متحده آمریکا تأمین شده و بنابراین فروش آن به دیگر کشورها، مستلزم دریافت اجازه از دولت ایالات متحده نیز است.
در سفری که رئیس‌جمهور اسرائیل در ماه نوامبر ۲۰۰۷ میلادی به ترکیه داشت، برخی منابع اعلام کردند که ترکیه قصد خرید موشک‌های ضدموشک بالستیک ختس و ماهواره جاسوسی اوفک (افق) از اسرائیل را دارد.

## پس زمینه
برنامه ختس با توجه به دستیابی کشورهای عربی به موشک‌های زمین به زمین با برد بلند راه اندازی شد. این انتخب شد توسط سامانه‌های دفاعی پیشرفته رافائل سیستم دفاع موشکی AB-10 از آنجایی که ختس مفهومی کامل‌تر بوده و برد بیشتری دارد. سیستم AB-10 به عنوان یک سیستم پیشرفته MM-23 Hawk به جای سیستمی که از ابتدا برای رهگیری موشک طراحی شده بود مورد انتقاد قرار گرفت.
ایالات متحده امریکا و اسرائیل رو یاد داشت تفهم امضا کردند برای کمک مالی به برنامه ختس در ۶ می ۱۹۸۶  . در ۱۹۸۸ و ۱۹۸۸ وزارت دفاع ایالات متحده آمریکا ابتکار دفاع استراتژیک برای نمایشگر فناوری ختس ۱ به صنایع هواپیماسازی اسرائیل سفارش داد. جنگ خلیج فارس که عملکرد بحث برانگیز موشک پاتریوت علیه موشک‌های عراقی «الحسین» را آشکار کرد، انگیزه بیشتری به توسعه پیکان داد. این موشک در ابتدا برای رهگیری موشک هایی مانند SS-1 "اسکاد"، مشتق شده "الحسین" آن، "SS-21 Scarab" توسط سوریه و CSS-2 توسط عربستان سعودی طراحی شده بود. ختس تکامل یافته است با نگه روی برنامه‌ها پیشرفته موشک‌ها ایران. اسحاق رابین، در آن زمان وزیر دفاع اسرائیل، تهدید موشکی در حال ظهور را یکی از خطرناک ترین تهدیدات آینده برای امنیت اسرائیل می‌دانست.
 

نقل قل رابین - 
| « | در وقتی که وزیر دفاع بودم، احتترام را داشتم در کابینه وحدت ملی که رای موافق به مشارکت اسرائیل در طرح دفاع استراتژیک by President Reagan... | » |

اداره توسعه تسلیحات و زیرساخت های فناوری اسرائیل، یک قطعه از وزارت دفاع اسرائیل تخت عنوان مدیریت خوما (Homa) پروژه ختس را توسعه داد. مدیریت خوما (Homa) در این روز‌ها معروف به اسم IMDO – Israel Missile Defense Organization ، مسئول هماهنگی فعالیت های صنعتی شرکت های مختلف دفاعی اسرائیل درگیر در توسعه سیستم ختس است.

### تامین مالی -
برنامه توسعه چند میلیارد دلاری ختس در اسرائیل با حمایت مالی ایالات متحده انجام می شود. زمانی که برنامه توسعه آغاز شد، پیش‌بینی کل هزینه توسعه و ساخت آن - از جمله تولید اولیه موشک‌ها - حدود $۱.۶ میلیارد بود.
قیمات یک موشک ختس در حدود $۳ میلیون است. در ۲۰۰۷، اعلام شد که $۲.۴ میلیارد ایلات متحده سرمایه گذاری کردن، ۵۰-۸۰٪ از پروژه. اسرائیل سالانه حدود ۶۵ میلیون دلار کمک می کند.

#### انتقاد و مخالفت -
برنامه ختس با مخالفت مواجه شد به دلیل دکترین سنتی بازدارندگی و استفاده از حملات پیشگیرانه در تضاد شدید با ماهیت موشک است. علاوه بر این، نیروی هوایی ارتش نگران بود که خرید موشک های پرهزینه منابع تخصیص یافته به پروژه های تهاجمی مانند هواپیماهای جنگنده را کاهش دهد. انتقادی از مفهوم دفاع موشکی برای اسرائیل توسط روون پداتزور در یک مطالعه جامع منتشر شد. در سال ۱۹۹۳ میلادی توسط مرکز مطالعات استراتژیک Jaffee منتشر شد